# Plethodon meridianus
Plethodon meridianus är en groddjursart som beskrevs av Richard Highton och Robert Peabody 2000. Plethodon meridianus ingår i släktet Plethodon och familjen lunglösa salamandrar. IUCN kategoriserar arten globalt som sårbar. Inga underarter finns listade i Catalogue of Life.